# Adanaspor
Az Adanaspor egy professzionális labdarúgóklub a törökországi Adana városából, melyet 1954-ben alapítottak. Hazai stadionja a 14 805 férőhelyes Adana 5 Ocak Stadion. Az 1980-as és 1990-es évek nagy részében az első osztályban szerepelt, majd kiesett a másodosztályba, ahonnan 2016-ban került fel újra.
Az 1975-76-os, illetve az 1980-81-es idényben dobogós helyen végzett a török labdarúgó-bajnokságban, így részt vehetett a Bajnokcsapatok Európa-kupája küzdelmeiben.

## Sikerei
- Török bajnokság:
  - Ezüstérmes (1): 1980-81
  - Bronzérmes (1): 1975-76

- Török másodosztályú bajnokság:
  - Győztes (3): 1970-71, 1987-88, 2015-16

## Liga szereplés
- Süper Lig: 1971–84, 1988–91, 1998–01, 2002–04, 2016–
- 1. Lig: 1966–71, 1984–88, 1991–98, 2001–02, 2004–05, 2008–16
- 2. Lig: 2005–06, 2007–08
- 3. Lig: 2006–07
- Amatőr liga: 1954–66

## Jelenlegi keret
2016 július 18.

| #  |     | Poszt | Név             |
| -- | --- | ----- | --------------- |
| 1  | TUR | K     | Mert Akyüz      |
| 4  | TUR | KP    | Mehmet Sak      |
| 5  | TUR | V     | Atakan Ekiz     |
| 6  | TUR | KP    | Samican Keskin  |
| 7  | TUR | CS    | Ahmet Dereli    |
| 8  | TUR | KP    | Ahmet Bahçıvan  |
| 10 | TUR | KP    | Cem Özdemir     |
| 15 | NGA | CS    | Uche Kalu       |
| 17 | TUR | CS    | Hakan Yılmaz    |
| 20 | TUR | KP    | Tevfik Altındağ |
| 21 | TUR | KP    | Emre Uğur Uruç  |
| 22 | TUR | V     | Yakup Demir     |
| 30 | TUR | KP    | Firat Kaplan    |

| #  |     | Poszt | Név                 |
| -- | --- | ----- | ------------------- |
| 32 | BRA | KP    | Renan               |
| 35 | TUR | V     | Yiğitcan Gölboyu    |
| 41 | TUR | K     | Fırat Kocaoğlu      |
| 46 | TUR | K     | İrfan Can Eğribayat |
| 52 | TUR | V     | Canberk Dilaver     |
| 53 | BRA | V     | Didi                |
| 59 | TUR | KP    | Mehmet Sedef        |
| 88 | NED | KP    | Oğuzhan Türk        |
| 93 | SEN | CS    | Magaye Gueye        |
| —  | BIH | K     | Goran Karačić       |
| —  | BRA | V     | Digão               |
| —  | BRA | V     | Renan Diniz         |
| —  | BRA | CS    | Roni                |
| —  | HUN | KP    | Koman Vladimir      |

## További információ
- Hivatalos honlap